# 麥克納布 (伊利諾伊州)
麥克納布（英語：McNabb）是位於美國伊利諾伊州普特南縣的一個村落。

## 地理
麥克納布的座標為41°10′35″N 89°12′31″W / 41.17639°N 89.20861°W，而該地最高點為海拔高度208米（即682英尺）。

## 人口
根據2010年美國人口普查的數據，麥克納布的面積為0.52平方千米，當中陸地面積為0.52平方千米，而水域面積為0.00平方千米。當地共有人口285人，而人口密度為每平方千米548人。